# 热河螈属
热河螈属（学名：Jeholotriton）为有尾目的一个属。

## 下属物种
本属包括以下物种：
- 奇異熱河螈 Jeholotriton paradoxus Wang, 2000，发现于内蒙古宁城县赤峰市道虎沟组，1亿4千6百万年前中晚侏罗纪的地层中。